# Lúcio Mâmio Polião
Lúcio Mâmio Polião (em latim: Lucius Mammius Pollio) foi um senador romano nomeado cônsul sufecto em 49 com Quinto Álio Máximo. Encorajado pela imperatriz Agripina, esposa de Cláudio, discursou no Senado Romano implorando para que o imperador autorizasse que Nero, filho dela, se casasse com a filha dele, Cláudia Otávia, o que o deixaria em igualdade de condições para herdar o trono com Britânico, irmão de Otávia.